# Cinq sagesses
 (avril 2023).
La mise en forme du texte ne suit pas les recommandations de Wikipédia : il faut le « wikifier ».
Les points d'amélioration suivants sont les cas les plus fréquents. Le détail des points à revoir est peut-être précisé sur la page de discussion.
- Les titres sont pré-formatés par le logiciel. Ils ne sont ni en capitales, ni en gras.
- Le texte ne doit pas être écrit en capitales (les noms de famille non plus), ni en gras, ni en italique, ni en « petit »…
- Le gras n'est utilisé que pour surligner le titre de l'article dans l'introduction, une seule fois.
- L'italique est rarement utilisé : mots en langue étrangère, titres d'œuvres, noms de bateaux, etc.
- Les citations ne sont pas en italique mais en corps de texte normal. Elles sont entourées par des guillemets français : « et ».
- Les listes à puces sont à éviter, des paragraphes rédigés étant largement préférés. Les tableaux sont à réserver à la présentation de données structurées (résultats, etc.).
- Les appels de note de bas de page (petits chiffres en exposant, introduits par l'outil «  Source ») sont à placer entre la fin de phrase et le point final[comme ça].
- Les liens internes (vers d'autres articles de Wikipédia) sont à choisir avec parcimonie. Créez des liens vers des articles approfondissant le sujet. Les termes génériques sans rapport avec le sujet sont à éviter, ainsi que les répétitions de liens vers un même terme.
- Les liens externes sont à placer uniquement dans une section « Liens externes », à la fin de l'article. Ces liens sont à choisir avec parcimonie suivant les règles définies. Si un lien sert de source à l'article, son insertion dans le texte est à faire par les notes de bas de page.
- La présentation des références doit suivre les conventions bibliographiques. Il est recommandé d'utiliser les modèles {{Ouvrage}}, {{Chapitre}}, {{Article}}, {{Lien web}} et/ou {{Bibliographie}}. Le mode d'édition visuel peut mettre en forme automatiquement les références.
- Insérer une infobox (cadre d'informations à droite) n'est pas obligatoire pour parachever la mise en page.

Pour une aide détaillée, merci de consulter Aide:Wikification.
Si vous pensez que ces points ont été résolus, vous pouvez retirer ce bandeau et améliorer la mise en forme d'un autre article.
Les Cinq Sagesses sont, dans la tradition bouddhique, cinq types de sagesses qui apparaissent lorsque l'esprit est purifié des cinq émotions perturbatrices et que l'esprit naturel apparaît. Chacune des cinq sagesses est représentée par l'une des cinq familles de bouddhas[réf. nécessaire].

## Signification et traductions
Pañca-jñāna est traduit en français par : « cinq sagesses », « cinq prises de conscience » ou encore « cinq cognitions immaculées ».[réf. nécessaire]

## Interprétations
Les Cinq Sagesses sont :
1. ཆོས་དབྱིངས་ཀྱི་ཡེ་ཤེས། athatā-jñāna, la sagesse de l'ainsité ou Dharmadhatu, (ou Sagesse de la sphère de la réalité), la conscience nue non conceptualisante" de Śūnyatā, le substrat  universel des quatre autres jñāna.
2. མེ་ལོང་ལྟ་བུའི་ཡེ་ཤེས། Ādarśa-jñāna, la Sagesse semblable au miroir, dépourvue de toute pensée dualiste et toujours unie à son 'contenu' comme un miroir l'est à ses reflets". Ce type de sagesse est une transformation de la huitième conscience, l'Alayavijnana.
3. མཉམ་ཉིད་ཡེ་ཤེས། Samatā-jñāna, la Sagesse de l’équanimité, qui perçoit la similitude des dharmas ou des phénomènes. Ce genre de sagesse est une transformation de la septième conscience, les Klistamanas. Grâce à cette sagesse, un bouddha voit au-delà de toutes les différenciations superficielles et perçoit le fondamental de toutes choses comme Śūnyatā ou vacuité. Une telle indifférenciation donne lieu à l'égalité de tous les êtres. Par conséquent, il est également compris comme la sagesse de l'égalité ou de l'impartialité. [1]
4. སོར་རྟོག་ཡེ་ཤེས། Pratyavekṣaṇa-jñāna, la Sagesse discriminante, qui perçoit la spécificité, l'unicité des dharmas. Ce type de sagesse est une transformation de la sixième conscience, et est également connu comme la sagesse de la connaissance spécifique ou de l'investigation     sublime. [1]
5. བྱ་གྲུབ་ཡེ་ཤེས། Kṛty-anuṣṭhāna-jñāna, la Sagesse des activités accomplies (ou l’accomplissement de l’activité), la conscience qui "réalise spontanément tout ce qui doit être fait pour le bien-être des êtres, se manifestant dans toutes les directions". Ce type de sagesse est créé par la transformation des cinq consciences sensorielles.

Les Cinq Sagesses "émergent à travers une transformation (parāvṛtti) des huit consciences au moment de l'illumination".

## Cinq dhyani bouddhas

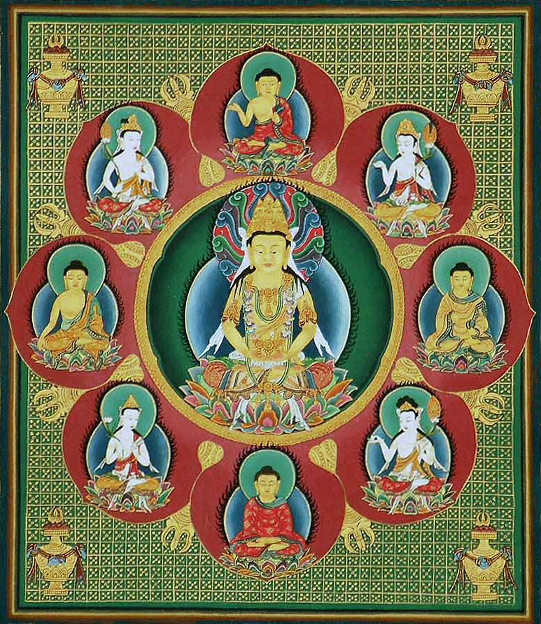
Tissu avec peinture du Bouddha

L'idée des cinq sagesses "a connu un développement considérable" au sein du bouddhisme tibétain où elles sont "symbolisées ou incarnées" dans les cinq dhyani bouddhas.
Selon l'enseignant Bönpo Tenzin Wangyal, les Cinq Lumières Pures deviennent les Cinq Poisons si nous restons dans l'illusion, ou les Cinq Sagesses et les cinq dhyani bouddhas si nous reconnaissons leur pureté.
Les cinq sagesses et les cinq bouddhas qui les accompagnent sont représentés dans le bouddhisme tibétain par les "ornements symboliques en os". Le Hevajra Tantra associe les Ornements Symboliques en Os directement aux Cinq Sagesses : 
Les Ornements Symboliques en Os
1. l'« ornement de la couronne » en forme de roue (tib. : « khor lo ») (parfois appelé « joyau de la couronne ») (tib. : gtsug gi nor bu), symbolique d'Akshobya et de la « conscience immaculée semblable au miroir » (Ādarśa -jñāna);
2. les « boucles d'oreilles » (Tib. : rna cha ) représentent Amitabha et la conscience immaculée du discernement (Pratyavekṣaṇa-jñāna) ;
3. 'collier' (Tib. : mgul rgyan ) symbolisant Ratnasambhava et la conscience immaculée de la similitude totale (Samatā-jñāna) ;
4. « bracelets » (tib. : lag gdu ) et « bracelets de cheville » (tib. : gdu bu) comme symboles de Vairochana et de la conscience immaculée de la dimension ultime des phénomènes (Tathatā-jñāna) ;
5. 'ceinture' (Tib. : ske rags ) symbolisant Amoghasiddhi et l'accomplissement de la conscience immaculée (Kṛty-anuṣṭhāna-jñāna) ;

L'ornement supplémentaire dont il est question dans divers textes liés à Hevajra est la cendre d'un sol de crémation enduit sur le corps (Tib. : thal chen).

## Dans le tantra
Dans le bouddhisme tantrique, on dit que les cinq sagesses sont la « nature propre » des cinq poisons. Ainsi, les cinq sagesses sont présentes lorsque les cinq poisons sont complètement purifiés.
Les cinq sagesses sont également associées aux cinq Tathāgatas.[réf. nécessaire]